# 待ち伏せ

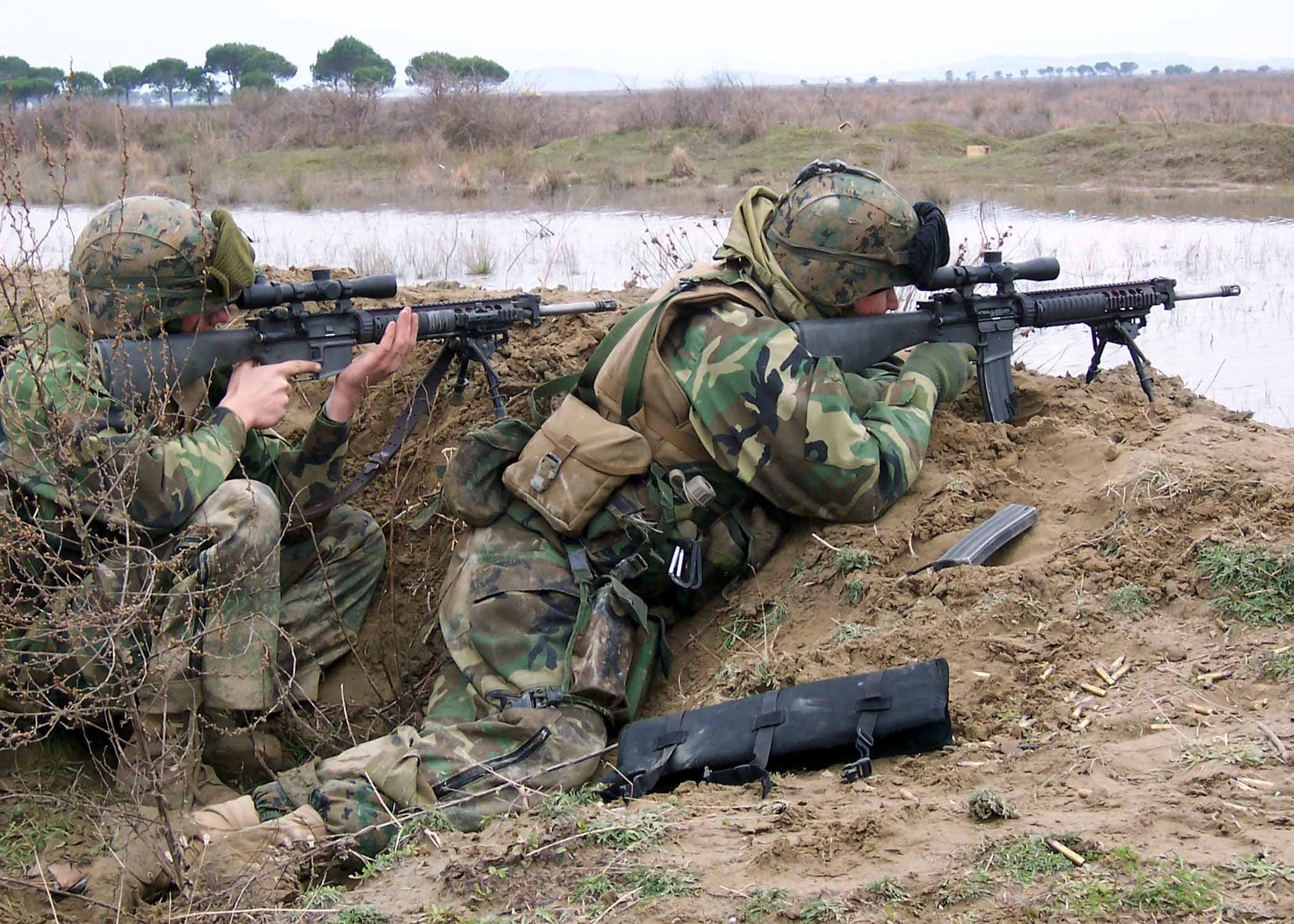
待ち伏せをするときの態勢（狙撃手）

待ち伏せ（まちぶせ, 英: Ambush）は、戦闘や狩猟での戦術行動の一種であり、予め交戦地域やキルゾーンを設定して部隊（人員）を適所に配置し、敵や獲物に発見されることなく偽装して目標の観察をし、適時において奇襲を加えるという攻撃である。軍隊や特殊部隊などの多くの軍事組織や狩猟活動で使用され、現代戦術論の基本的な攻撃の一種であり、「伏撃」と呼ばれている。また、人間以外の動物が捕食時に獲物を襲うのに使う同様の行動に対してもこの語をあてる。

## 軍事における待ち伏せ
待ち伏せは多くの場合、陸上などで活動する陸軍によって使用される。待ち伏せさせる集団のことを伏兵という。

### 技法
軍などの軍事組織の中で待ち伏せの技法を学ぶことも少なくはない。また、敵が待ち伏せしているのを想定して、すばやく待ち伏せしている敵を見つけ出すものや、待ち伏せしている敵に射撃されないような歩行法などのテクニックも数多くあり、これも多くの軍事組織で学ぶことがある。
技法としては、姿形、動きや痕跡といった待ち伏せを察知される兆候を出さない。敵に発見されにくいように服を周りの景色と同系の色にしたり、顔や手・武器に絵具を塗るなどの迷彩のほか、接近する敵情を的確に把握し、想定外の方向からの接近や迂回を考慮し周辺・後方警戒要員の配置などの下準備が必要となる。一度攻撃が始まれば、敵戦力を集中的に攻撃する、相手に反撃や回避行動ができる余裕を与えない、などのものがあげられる。また、敵が車両などで来ることも想定し、敵に対処した攻撃技法も大切である。

#### 大規模な待ち伏せ
大規模な待ち伏せは、攻撃戦より守備戦に多く見られる。また、守備攻撃問わず、奇襲戦も状況においては完全な待ち伏せとなりうる。古代では第二次ポエニ戦争におけるカルタゴのハンニバル将軍が指揮した
- トラシメヌス湖畔の戦い

がある。古今東西待ち伏せの成功例の代表として知られる。
第二次世界大戦後半には、日本軍守備隊などが数多くの大規模な守備戦を行っている。これらも、周到な陣地構築・周到な作戦・打ち合わせによって行われているため、待ち伏せの一種である。
著名なものとして
- 硫黄島の戦い

などがあげられる。
航空戦術においても、レーダーなどを使って敵機の予想針路上で上空待機させるなどの待ち伏せを行うことがある（マリアナ沖海戦など）。

## 狩猟における待ち伏せ
狩猟における待ち伏せは「待ち伏せ猟」と呼ばれる。待ち伏せ猟は、対象の鳥獣が近づくのを待ち伏せして射撃する方法。射手は定位置で待つか、移動するかだけで、求められる技能や安全管理の注意点が他の狩猟方法と異なる。 狩猟対象は、鹿、猪、アナグマ、アライグマ、リス、ハクビシン、ヤマドリなどが挙げられる。

## 動物における待ち伏せ
肉食動物において、待ち伏せは獲物を捕らえる方法の1つの形である。待ち伏せ戦略ともいわれる。
捕食者の獲物の探し方には、大きく見ると移動しつつ探す場合と、動かずに獲物の来るのを待つ場合があり、後者が待ち伏せに当たる。しかしながら、この2つは完全に区別できるものではない。移動しつつ探す場合にも、獲物の来そうな場所を回る場合、そこで少し様子を見ることもあるので、短期的な待ち伏せが含まれる。待ち伏せ戦略という場合、基本的に移動は考えていない、というふうに見えるものを指す。たとえば、アリジゴクや網を張るクモのように、特定の場所に捕獲のための巣や装置を作るものは典型的な待ち伏せ戦略である。
待ち伏せを有効にするためには、よく獲物が来る場所を探さなければならない。しかし、中にはより積極的に獲物を誘引する方法を採るものもあり、アンコウなどが有名である。